# Panjehaus
Panjehäuser (Panje = ‚Herrchen‘, abgeleitet von pan = ‚Herr‘) waren oder sind Holzblockhäuser in Osteuropa. Es kommt aus der Soldatensprache des Ersten Weltkriegs, als die deutschen Soldaten mit der Bevölkerung in Polen und Russland zusammentrafen, haben diese in fast jedem Satz das Wort Panje angefügt.

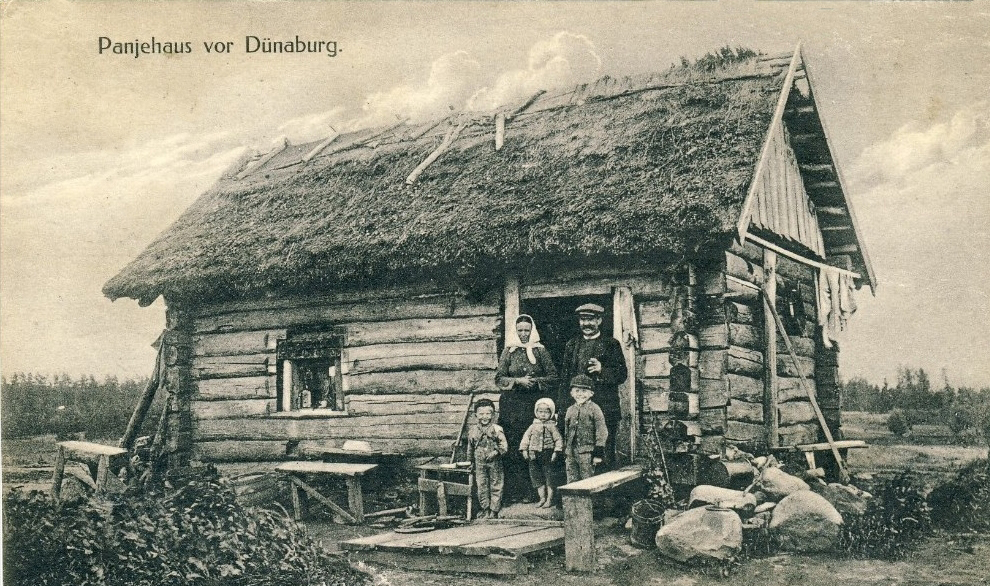
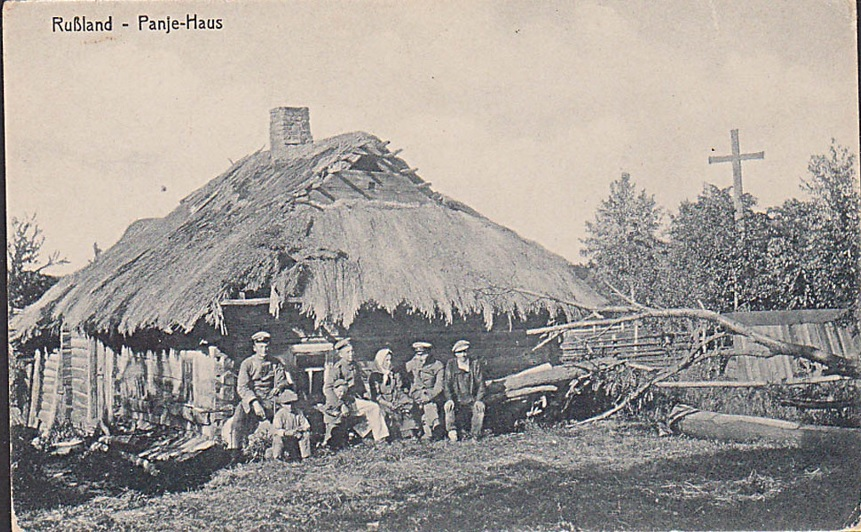
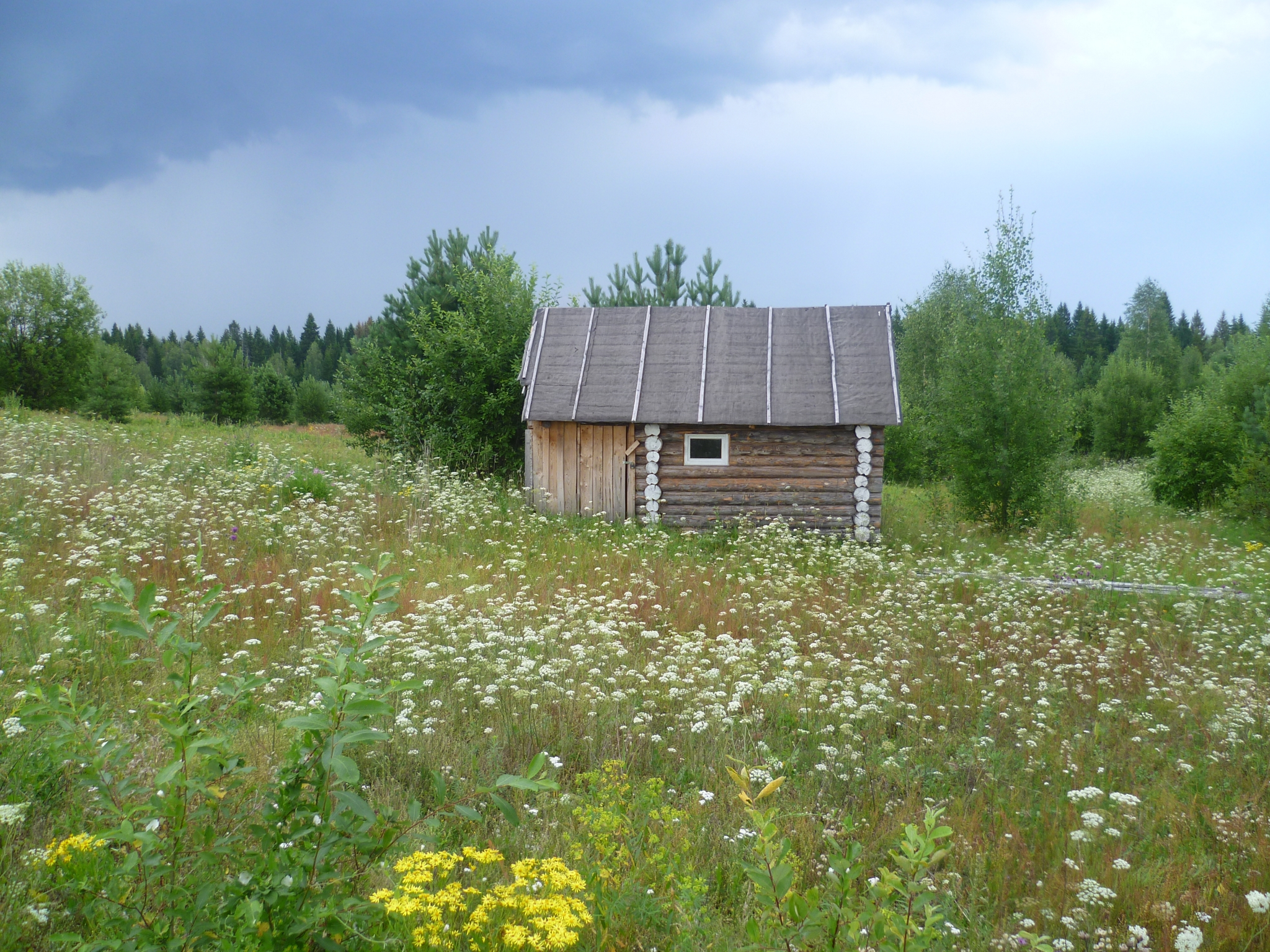

„Das Wort heißt eigentlich ‚Herr‘ und war von unseren Soldaten von den Bauern übernommen worden. Immer wenn sie verwundet waren, oder sich ergeben wollten, riefen sie wehklagend oder winselnd: ‚Panje, Panje!‘ Und das Wort ging dann auf die ganze Bevölkerung über. Nicht nur der russische Soldat wurde ‚Russki‘ oder ‚Panje‘ genannt – (z. B. ‚gestern wollte der Panje angreifen‘) auch alles, was damit zusammenhing, wurde so getauft. Also Panjehäuser, Panjepferde, Panjewagen, Panjekinder, Panjemädchen und so weiter.“